# 近螳属
近螳属（学名：Mantilia）为螳科的一个属。

## 下属物种
本属包括以下物种：
- 埃氏近斯氏螳 Mantilia ehrmanni Roy, 1993